# Corpeau
Corpeau ist eine französische Gemeinde mit 962 Einwohnern (Stand: 1. Januar 2022) im Département Côte-d’Or in der Region Bourgogne-Franche-Comté; sie gehört zum Arrondissement Beaune und zum Kanton Ladoix-Serrigny.

## Geographie
Corpeau liegt etwa 18 Kilometer nordnordwestlich von Chalon-sur-Saône. Umgeben wird Corpeau von den Nachbargemeinden Puligny-Montrachet im Norden, Ébaty im Osten, Chaudenay im Südosten, Chagny im Süden sowie Chassagne-Montrachet im Westen.

## Bevölkerungsentwicklung
| Jahr                       | 1962 | 1968 | 1975 | 1982 | 1990 | 1999 | 2006 | 2019 |
| Einwohner                  | 392  | 422  | 466  | 618  | 938  | 1002 | 1033 | 977  |
| Quellen: Cassini und INSEE |      |      |      |      |      |      |      |      |

## Sehenswürdigkeiten

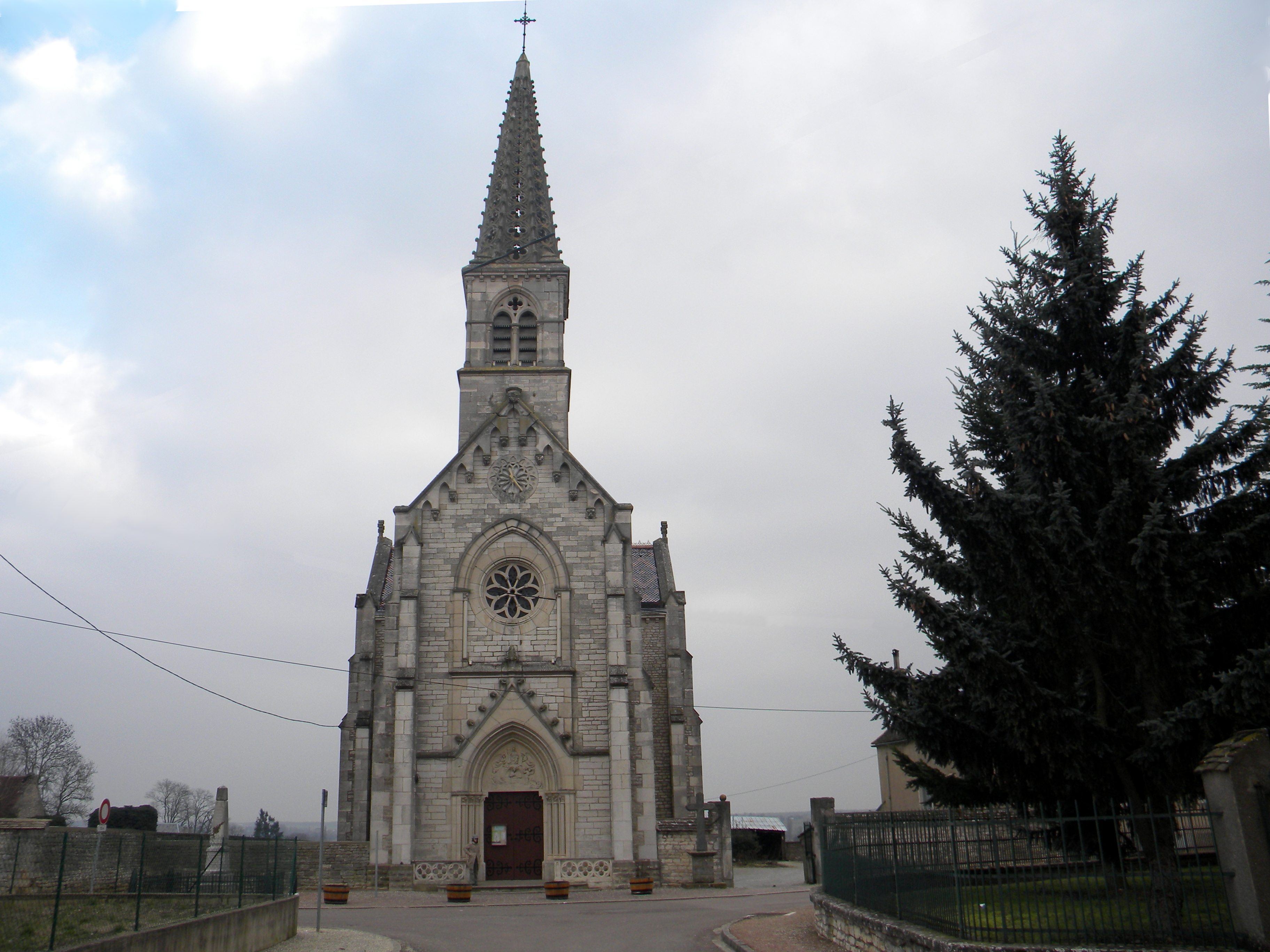
Kirche Saint-Pierre

- Kirche Saint-Pierre

## Gemeindepartnerschaft
Mit der deutschen Gemeinde Niederwallmenach in Rheinland-Pfalz besteht eine Partnerschaft.